# Цивильский кремль
Циви́льский кремль (чув. Ҫӗрпӳ кремлӗ) — деревянная крепость Цивильска, основанная в 1580-х годах и простоявшая до конца XVIII века.
Крепость на месте чувашского поселения Сюрбеево основал по указу Бориса Годунова дворянин из Бежецкого Верха Василий Непейцын. В 1606 году население Цивильска примкнуло к восстанию Болотникова, в 1608 году перешло на сторону Лжедмитрия II. В 1609 году ввиду приближения царской рати, возглавляемой боярином Фёдором Шереметевым, повстанцы сожгли крепость, которая в дальнейшем пустовала пять лет. В 1613—1614 годах крепость срубили заново. Она состояла из двух частей — рубленого города (кремля) и острога (окольного города). Треугольный в плане кремль, имевший две воротные башни — Знаменскую и Воздвиженскую — располагался на мысу в тогдашнем месте слияния Большого Цивиля и Малого Цивиля.
Во время восстания Разина Цивильск был осаждён многочисленным отрядом повстанцев, которые пытались поджечь крепостные стены. Немногочисленный гарнизон героически оборонялся и тушил пожары. Ему удалось дождаться подхода царского войска во главе с воеводой Даниилом Барятинским, который разбил десятитысячное войско разинцев в Котяковском лесу, а затем рассеял пятитысчное осадное войско под Цивильском. Несмотря на массовые казни бунтовщиков и всеобщие присяги на верность царю после ухода Барятинского округа опять взбунтовалась и Цивильск снова попал в осаду. Из-за нехватки людей к обороне привлекались даже женщины и дети. Однако и на сей раз Барятинский из Чебоксар успел на выручку, пленил и казнил многих зачинщиков.
В 1695 году кремль с примыкающим к нему острогом сгорел. Заново срубили только кремль. В нём было четыре шатровых дубовых башни и три малых. По описи 1703 года периметр стен составлял 343 м. В кремле помещались деревянный Троицкий собор, воеводский и аманатный дворы, приказная изба, тюрьма и несколько казённых и складских построек. Периметр острога составлял 605,6 м, в нём находились осадные и жилые дворы местных служилых людей и Казанская церковь. Вдоль Большого Цивиля и большой дороги из Чебоксар в Казань тянулись дворы посада и слобод. Северную окраину города замыкал Вознесенский мужской монастырь, позже преобразованный в Тихвинский женский.
Ко второй половине XVIII века деревянный кремль сильно обветшал и во время восстания Пугачёва город был взят повстанцами. Комендант Копиев был повешен, Троицкий собор был разграблен. На городском плане 1793—1796 годов стены кремля уже не фигурируют, хотя сохранялись земляные валы.